# Черлёнка (Дятловский район)
Черлёнка (бел. Чарлёнка) — деревня в Козловщинском сельсовете Дятловского района Гродненской области Беларуси. Согласно переписи населения 2009 года в Черлёнке проживал 21 человек. Площадь населённого пункта составляет 26,87 га, протяжённость границ — 4,48 км.

## История
В 1880 году Черлёнка — деревня в Козловской волости Слонимского уезда Гродненской губернии (20 жителей).
В 1921—1939 годах Черлёнка находилась в составе межвоенной Польской Республики. В этот период деревня относилась к сельской гмине Козловщина Слонимского повята Новогрудского воеводства. В 1923 году в Черлёнке имелось 18 хозяйств, проживало 96 человек. В сентябре 1939 года Черлёнка вошла в состав БССР.
В 1996 году Черлёнка входила в состав Денисовского сельсовета и колхоза «Слава труду». В деревне насчитывалось 20 домохозяйств, проживало 49 человек.
30 декабря 2003 года Черлёнка была передана из упразднённого Денисовского сельсовета в Козловщинский поселковый совет.
26 декабря 2013 года деревня вместе с другими населёнными пунктами, ранее входившими в состав Козловщинского поссовета, была включена в новообразованный Козловщинский сельсовет.